# Брежгис
Бре́жгис (Брежис; латыш. Brežģis, Brežģa krogs; устар. корчма Брегже) — населенный пункт (латыш. skrajciems) в Тауренской волости Вецпиебалгского края. Расположен на юге волости в 6,4 км от волостного центра Таурене, в 9,5 км от краевого центра Вецпиебалги и в 120 км от Риги.
Населенный пункт расположен недалеко от автомагистрали P30 (Цесис—Вецпиебалга—Мадона).
Недалеко находится гора Брежгя (Брежга) высотой 255,4 метров над уровнем моря.